# Taylorsville (Utah)
Taylorsville – miasto w Stanach Zjednoczonych, w stanie Utah, w hrabstwie Salt Lake.